# Puccinia electrae
Puccinia electrae ist eine Ständerpilzart aus der Ordnung der Rostpilze (Pucciniales). Der Pilz ist ein Endoparasit des Korbblütlers Coreopsis mutica. Symptome des Befalls durch die Art sind Rostflecken und Pusteln auf den Blattoberflächen der Wirtspflanzen. Sie ist in Mittelamerika verbreitet.

## Merkmale

### Makroskopische Merkmale
Puccinia electrae ist mit bloßem Auge nur anhand der auf der Oberfläche des Wirtes hervortretenden Sporenlager zu erkennen. Sie wachsen in Nestern, die als gelbliche bis braune Flecken und Pusteln auf den Blattoberflächen erscheinen.

### Mikroskopische Merkmale
Das Myzel von Puccinia electrae wächst wie bei allen Puccinia-Arten interzellulär und bildet Saugfäden, die in das Speichergewebe des Wirtes wachsen. Ihre Spermogonien und Aecien sind bislang unbekannt. Die beid- oder überwiegend oberseitig auf den Wirtsblättern wachsenden Uredien des Pilzes sind zimtbraun. Ihre hell zimtbraunen bis goldenen Uredosporen sind 27–33 × 22–26 µm groß, eiförmig bis breitellipsoid und stachelwarzig. Die beid- oder meist blattoberseitig wachsenden Telien der Art sind schwarzbraun, pulverig und unbedeckt. Die kastanienbraunen Teliosporen sind zweizellig, in der Regel breitellipsoid bis ellipsoid, warzig und meist 42–48 × 25–32 µm groß. Ihre Stiele sind farblos und bis zu 100 µm lang.

## Verbreitung
Das bekannte Verbreitungsgebiet von Puccinia electrae umfasst den Süden Mexikos und Guatemala.

## Ökologie
Die Wirtspflanze von Puccinia electrae ist Coreopsis mutica. Der Pilz ernährt sich von den im Speichergewebe der Pflanzen vorhandenen Nährstoffen, seine Sporenlager brechen später durch die Blattoberfläche und setzen Sporen frei. Die Art durchläuft einen makrozyklischen Entwicklungszyklus mit Spermogonien, Aecien, Telien und Uredien. Als autöker Parasit macht sie keinen Wirtswechsel durch.